# 潘尫
潘尫（？—？），潘氏，名尫，字师叔，春秋時期楚國大夫，潘党的父亲。
前612年（鲁文公十五年、楚庄王二年），楚军进攻庸国，到达庸国的方城。庸国人赶走楚军，囚禁了子扬窗。三个晚上后，子扬窗逃跑回来，请求再发大兵，出动国君的直属部队。”师叔说：“不行。姑且再交战使他们骄傲。他们骄傲，我们奋发，然后就可战胜，先君蚡冒就是这样降服陉隰的。”楚军七次接战都败走，蛮人中只有裨、鯈、鱼人追赶楚军。庸国人就不再设防，楚庄王趁机灭掉庸国。前597年（鲁宣公十二年、 楚庄王十七年、郑襄公八年）春季，楚庄王包围郑国三个月，攻克了郑国。楚军从皇门进入，到达京城的大路上。郑襄公脱去衣服，牵着羊迎接楚庄王，楚军退兵三十里而允许郑国讲和。潘尪入郑国结盟，子良到楚国作为人质。